# 15 юли (квартал в Багджълар)
„15 юли“ (на турски: 15 Temmuz) е квартал на Истанбул, разположен в околия Багджълар. Общата му площ е 1,9 км2. Според данни на Адресната система за регистриране на населението (ABPRS) към 2023 г. населението на „15 юли“ е 50 298 жители.